# Liste der Baudenkmale in Glienicke/Nordbahn
In der Liste der Baudenkmale in Glienicke/Nordbahn sind alle Baudenkmale der brandenburgischen Gemeinde Glienicke/Nordbahn und ihrer Ortsteile aufgelistet. Grundlage ist die Veröffentlichung der Landesdenkmalliste mit dem Stand vom 31. Dezember 2020.

## Baudenkmale
In den Spalten befinden sich folgende Informationen:
- ID-Nr.: Die Nummer wird vom Brandenburgischen Landesamt für Denkmalpflege vergeben. Ein Link hinter der Nummer führt zum Eintrag über das Denkmal in der Denkmaldatenbank. In dieser Spalte kann sich zusätzlich das Wort Wikidata befinden, der entsprechende Link führt zu Angaben zu diesem Denkmal bei Wikidata.
- Lage: die Adresse des Denkmales und die geographischen Koordinaten. Link zu einem Kartenansichtstool, um Koordinaten zu setzen. In der Kartenansicht sind Denkmale ohne Koordinaten mit einem roten beziehungsweise orangen Marker dargestellt und können in der Karte gesetzt werden. Denkmale ohne Bild sind mit einem blauen bzw. roten Marker gekennzeichnet, Denkmale mit Bild mit einem grünen beziehungsweise orangen Marker.
- Bezeichnung: Bezeichnung in den offiziellen Listen des Brandenburgischen Landesamtes für Denkmalpflege. Ein Link hinter der Bezeichnung führt zum Wikipedia-Artikel über das Denkmal.
- Beschreibung: die Beschreibung des Denkmales
- Bild: ein Bild des Denkmales und gegebenenfalls einen Link zu weiteren Fotos des Baudenkmals im Medienarchiv Wikimedia Commons

### Glienicke/Nordbahn
| ID-Nr.   | Lage                                                     | Bezeichnung                                                                          | Beschreibung                                                                                          | Bild                                                                                 |
| -------- | -------------------------------------------------------- | ------------------------------------------------------------------------------------ | --- | ------------------------------------------------------------------------------------ |
| 09165030 | Erich-Vehse-Weg / Am Erlengrund (Lage)                   | Gedenk- und Begräbnisstätte für die Opfer des Faschismus (OdF), auf dem Waldfriedhof | | Gedenk- und Begräbnisstätte für die Opfer des Faschismus (OdF), auf dem Waldfriedhof |
| 09165804 | Erich-Vehse-Weg (Lage)                                   | Friedhofskapelle auf dem Waldfriedhof                                                | Die Kapelle wurde im Jahre 1950 nach Plänen des Glienicker Architekten Paul Feustel fertiggestellt.   | Friedhofskapelle auf dem Waldfriedhof                                                |
| 09165006 | Gartenstraße 12 (Lage)                                   | Wohnhaus                                                                             | | Wohnhaus                                                                             |
| 09165344 | Gartenstraße 17 (Lage)                                   | Bauernhof, bestehend aus Wohnhaus, Wirtschaftsgebäude und Scheune                    | | Bauernhof, bestehend aus Wohnhaus, Wirtschaftsgebäude und Scheune                    |
| 09166022 | Hattwichstraße 63 (Lage)                                 | Wohnhaus mit Einfriedung                                                             | | Wohnhaus mit Einfriedung                                                             |
| 09165345 | Hauptstraße 71 (Lage)                                    | Dorfkirche                                                                           | Die evangelische Kirche wurde 1865 erbaut.                                                            | weitere Bilder                                                                       |
| 09165365 | Hauptstraße 19 (Lage)                                    | Rathaus                                                                              | Erbaut 1932–1934 nach Plänen von Paul Poser.                                                          | Rathaus                                                                              |
| 09165563 | Hauptstraße 23, 24 (Lage)                                | Friedhofskapelle mit Friedhofsportal, Brunnen, Nebengebäude und Friedhofsmauer       | Erbaut 1928–1929 nach Plänen von Paul Poser                                                           | Friedhofskapelle mit Friedhofsportal, Brunnen, Nebengebäude und Friedhofsmauer       |
| 09165899 | Hauptstraße 23, 24 (Lage)                                | Grabstätte Dr. Emil Hattwich, auf dem Friedhof                                       | | Grabstätte Dr. Emil Hattwich, auf dem Friedhof                                       |
| 09165900 | Hauptstraße 23, 24 (Lage)                                | Grabstätte Familie Friedrich Müller, auf dem Friedhof                                | | BW                                                                                   |
| 09165901 | Hauptstraße 23, 24 (Lage)                                | Grabstätte Familie Karl Müller, auf dem Friedhof                                     | | BW                                                                                   |
| 09165902 | Hauptstraße 23, 24 (Lage)                                | Grabstätte Familie Schmidtke-Assmus, auf dem Friedhof                                | | BW                                                                                   |
| 09165032 | Hauptstraße 62 (Lage)                                    | Gedenkstein für Karl Neuhof                                                          | Karl Neuhof war Namensgeber der Polytechnischen Oberschule Glienicke von Dezember 1959 bis zur Wende. | Gedenkstein für Karl Neuhof                                                          |
| 09165366 | Hauptstraße 63–64 (Lage)                                 | Schule mit Turnhalle                                                                 | | Schule mit Turnhalle                                                                 |
| 09165346 | Hauptstraße 70 (Lage)                                    | Wohn- und Geschäftshaus                                                              | | Wohn- und Geschäftshaus                                                              |
| 09165348 | Karl-Liebknecht-Straße 142–147 (Lage)                    | Walter-Felsenstein-Anwesen („Marienhof“)                                             | | Walter-Felsenstein-Anwesen („Marienhof“)                                             |
| 09166019 | Moskauer Straße 20 (Lage)                                | Ehemaliges HJ-Heim, heute „Bürgerhaus“                                               | | Ehemaliges HJ-Heim, heute „Bürgerhaus“                                               |
| 09165031 | Nohlstraße / Hattwichstraße / Schönfließer Straße (Lage) | Gedenkstein für Gerhard Weiß                                                         | | Gedenkstein für Gerhard Weiß                                                         |
| 09165798 | Stolper Straße 47 (Lage)                                 | Wohnhaus aus der Zwischenkriegszeit                                                  | | Wohnhaus aus der Zwischenkriegszeit                                                  |